# Fains-Véel
Fains-Véel is een gemeente in het Franse departement Meuse in de regio Grand Est. De gemeente telde 2.088 inwoners op 1 januari 2022.
De gemeente maakt deel uit van het kanton Bar-le-Duc-2 in het arrondissement Bar-le-Duc. Voor 22 maart 2015 was het deel van het kanton Bar-le-Duc-Nord, dat die dag werd opgeheven. De gemeente maakt deel uit van de Communauté d'Agglomération Bar-le-Duc Sud Meuse, een samenwerkingsverband tussen 33 gemeenten.

## Geografie
De oppervlakte van Fains-Véel bedraagt 18,3 vierkante kilometer; Op 1 januari 2022 was de bevolkingsdichtheid 114,1 inwoners per km².

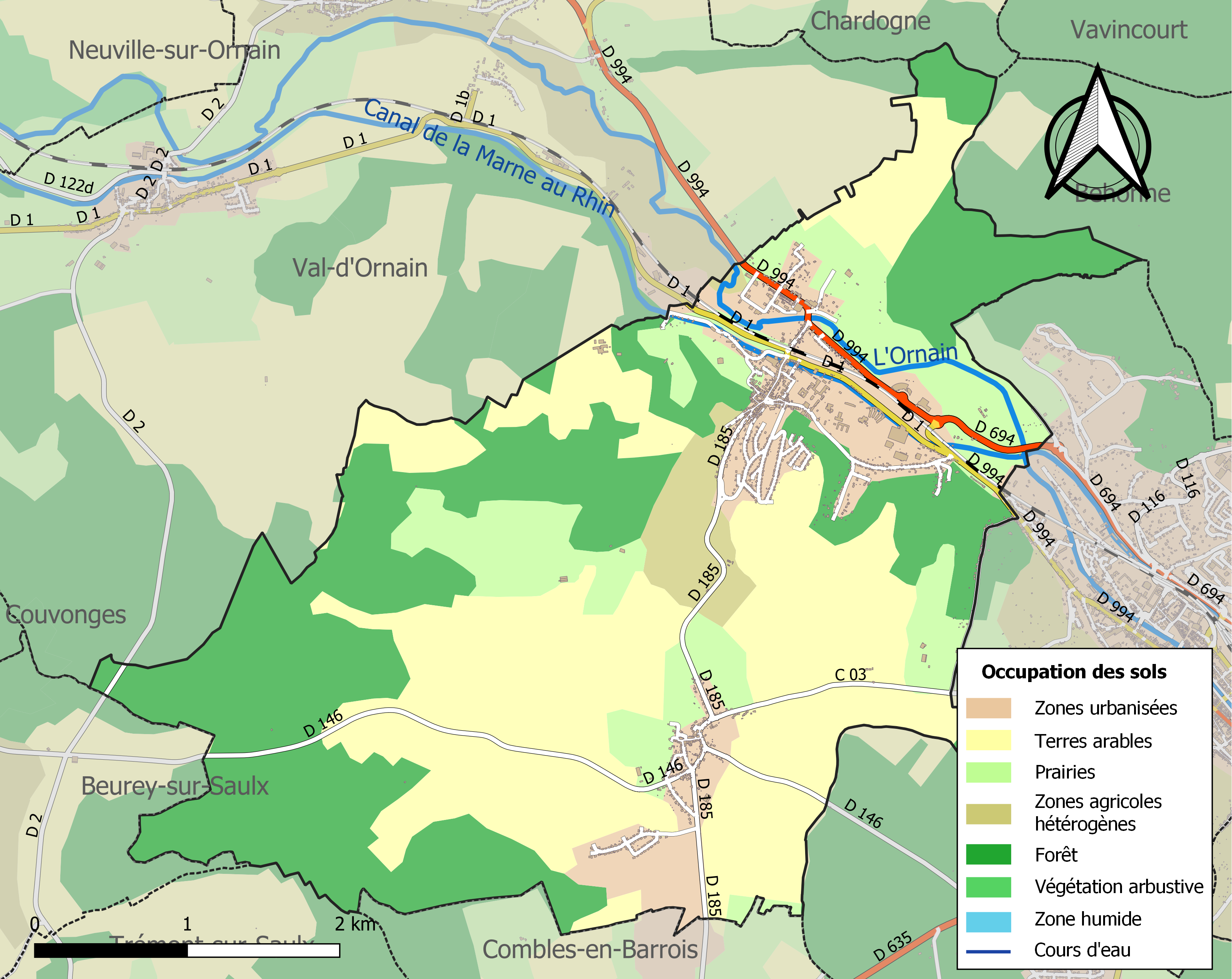
Kaart van de gemeente met de belangrijkste infrastructuur, bodemgebruik en omliggende gemeenten

## Demografie
Onderstaande figuur toont het verloop van het inwonertal.